# Pinarochroa sordida
Pinarochroa sordida là một loài chim trong họ Muscicapidae.
Nó từng được gộp trong chi Cercomela. Các nghiên cứu phát sinh chủng loài phân tử công bố năm 2010 và 2012 cho thấy chi Cercomela là đa ngành với 5 loài về mặt phát sinh chủng loài là lồng sâu trong chi Oenanthe, nhưng C. sordida thì lại có quan hệ gần với nhánh chứa Thamnolaea và Myrmecocichla hơn là với Oenanthe. Tuy nhiên, nhiều nhà phân loại học vẫn tiếp tục đặt loài này trong chi Cercomela. Như một phần của việc sắp xếp lại các loài để tạo ra các chi đơn ngành, C. sordida được tách ra để xép vào chi đơn loài Pinarochroa.